# Marbofloxacin
Marbofloxacin ist ein Antibiotikum aus der Gruppe der Fluorchinolone. Es findet vor allem in der Veterinärmedizin Verwendung.

## Pharmakologie
Marbofloxacin ist ein Gyrasehemmer, es hemmt also ein für den DNA-Stoffwechsel notwendiges Enzym, das spezifisch für Bakterien ist. Das Medikament reichert sich in den weißen Blutkörperchen an.
Marbofloxacin wirkt bakterienabtötend (bakterizid) gegen gramnegative und grampositive Erreger. Es zeigt eine gute Wirkung gegen Enterobakterien, Pasteurellen, Pseudomonaden und Staphylokokken.
Marbofloxacin wird in der Leber zu den inaktiven Metaboliten N-Desmethylmarbofloxacin und
N-Oxidmarbofloxacinin abgebaut und über die Niere ausgeschieden.

## Anwendung
Marbofloxacin kann sowohl oral als auch parenteral eingesetzt werden.
Es wird vor allem bei Infektionen der Haut (Pyodermie), der Atemwege und der Milchdrüse (MMA-Komplex) eingesetzt. Bei Hunden findet es auch bei Infektionen der Harnwege Einsatz. Die Kombinationspräparate mit Clotrimazol und Dexamethason werden beim Hund bei Ohrentzündungen eingesetzt.
Die Behandlungsdauer beträgt mindestens fünf Tage.

## Kontraindikationen und Nebenwirkungen
Marbofloxacin sollte nicht bei großen Hunderassen, die jünger als 12, bzw. sehr großen Hunderassen, die jünger als 18 Monate alt sind, eingesetzt werden, da es zu Knorpelschäden führen kann. Auch während der Trächtigkeit, zentralnervösen Anfallsleiden oder bei bestehender Niereninsuffizienz sollte das Mittel nicht eingesetzt werden.
Chinolone passieren die Blut-Hirn-Schranke und hemmen dosisabhängig die Rezeptorbindung des Neurotransmitters Gamma-Aminobuttersäure (GABA). Dies kann zu Krämpfen führen, die aber mit Valium behandelbar sind.
Harmlosere Nebenwirkungen sind Erbrechen, Durchfall und Fressunlust (Anorexie).

## Handelsnamen
Monopräparate: Boflox, Efex, Forcyl, Kelacyl, Marbiflox, Marbocyl, Marbokem, Marbonor, Marbox, Marbosol, Marbosyva, Marbotab, Marbox, Marboxidin, Marfloquin, Masterflox, Odimar, Quiflor, Softiflox, Ubiflox
Kombinationspräparate mit Clotrimazol und Dexamethason: Aurizon, Marbodex, NorOtic, Otoxolan